# Михаило Бућа
Михаило Бућа (умро после 1351) је био српски средњовековни дипломата у служби цара Душана (1331-1355).

## Биографија
Година рођења Михаила Буће није позната. Михаило је рођен у Котору. У изворима се јавља као Michael, Micho, Michus Buche, Bucchia, Buchia, Boućik, Bućik. Отац му је био которски племић Петар. Брат му је био протовестијар Никола са којим је 1336. године добио дубровачко грађанство и племићку титулу. Помиње се у јавним службама у которским исправама у периоду од 1326. до 1337. године као iuratus iudex, auditor и др. Као посланик краља Милутина, Михаило је водио преговоре у Дубровнику. Уз то је био и успешан привредник. Трговао је рудама (злато, сребро, бакар). Развијао је трговачке везе у Зети и Рашкој. Заједно са братом Николом и рођаком Трифуном, Михаило је основао више трговачких друштава која су окретала велике своте новца и повремено позајмљивала новац которској општини. Српски цар Душан Силни је послао Михаила у Млетачку републику како би преговарао око склапања савеза против Византијског царства. Михаило године 1351. борави у Неродимљу и Приштини као которски изасланик код цара који је тада издао повељу општини потврђујући јој неке поседе.